# Bisbat de Besalú
L'efímer Bisbat de Besalú va ésser creat l'any 1017 pel comte Bernat Tallaferro de Besalú, amb l'aprovació papal. La diòcesi de Besalú durà tan sols tres anys. El comte Bernat Tallaferro de Besalú-Cerdanya, aconseguí del papa Benet VIII la seva erecció l'any 1017. S'havia enfrontat al poder abacial de la comunitat femenina de Sant Joan de les Abadesses, on hi havia la seva germanastra Ingilberga, perquè s'havien convertit "la casa d'oració en un bordell de meretrius de Venus" i aconseguí que el papa Benet VIII clausurés el monestir. Va ser després d'aquest fet que el comte Tallaferro aconseguí que el Papa creés el nou bisbat i el nomenés prelat. Amb aquesta acció Bernat refermà un comtat que abastava bona part de les comarques de la Garrotxa i el Ripollès.
Mort el comte el 1020, el primer i únic bisbe Guifré restà sense suport, i abandonà la seva seu, desorganitzada i mancada de dotació; passà a ocupar l'abadiat de Sant Joan de les Abadesses i després fou bisbe de Carcassona. Un intent del rei Jaume el Just el 1318 de ressuscitar-lo provenia del desig de crear dificultats al comte d'Empúries; el papa Joan XXII no es deixà convèncer. S'estenia pels territoris que depenien d'aquest comte: comtat de Besalú, Ripollès, Berguedà, Vallespir, Fenolleda i Perapertusès.
Avui és una de les seus titulars que l'Annuario Pontificio atribueix a prelats no residencials.